# Дезире Гогенцоллерн
Дезире Гогенцоллерн (полное имя — Дезире Маргарет Виктория Сибилла Луиза Катарина Мария Принцесса фон Гогенцоллерн) (род. 27 ноября 1963) — немецкая принцесса из дома Гогенцоллерн-Зигмаринген. Единственная дочь принца Иоганна Георга Гогенцоллерна и шведской принцессы Биргитты, сестры короля Швеции Карла XVI Густава.

## Биография
Родилась в Мюнхене (земля Бавария).
В 1990 году принцесса Дезире вышла замуж за Генриха Франца Йозефа Георга Мария Ортенбурга (род. 11 октября 1956, Бамберг), старшего сына графа Альрама фон Ортенбурга (1925—2007) и графини Агаты Ортенбург (род. 11 октября 1925). Гражданская церемония состоялась 21 сентября 1990 года в Вайтрамсдорфе (Бавария), а церковная — 6 октября 1990 года в Хехингене. В 2002 году Дезире и Генрих развелись. 6 августа 2007 года после смерти отца, Генрих стал новым графом фон Ортенбург и главой дома.
Дезире и Генрих имели троих детей:
- Наследный граф Карл-Теодор Георг Филипп Мария фон Ортенбург (род. 21 февраля 1992)
- Граф Фридрих Хубертус Фердинанд Мария фон Ортенбург (род. 7 февраля 1995)
- Графиня Каролина Мария Франциска Кристина Стефани фон Ортенбург (род. 23 марта 1997)

27 ноября 2004 года в замке Брухзаль Дезире вторично вышла замуж за Экберта фон Болема унд Гальбаха (род. 24 марта 1956), внука немецкого промышленника Густава Круппа фон Болена унд Гальбаха.

## Титулы
- 27 ноября 1963 — 6 октября 1990 — Её Светлость Принцесса Дезире Гогенцоллерн
- 6 октября 1990—2002 — Её Светлость Наследная Графиня фон Ортенбург, Принцесса Гогенцоллерн
- 2002 — 27 ноября 2004 — Её Светлость Принцесса Дезире Гогенцоллерн
- 27 ноября 2004 — настоящее время — Её Светлость Принцесса Дезире Гогенцоллерн, миссис Экберт фон Болен унд Гальбах.